# 日朝修好条規
日朝修好条規（にっちょうしゅうこうじょうき）は、1876年（明治9年）2月26日（時憲暦光緒2年＝高宗13年2月2日）に日本と李氏朝鮮との間で締結された条約とそれに付随した諸協定を含めて指す。条約正文では「修好条規」とのみ記されているが、通例として朝鮮国との修好条規（ちょうせんこくとの-）、日朝修好条規、日鮮修好条規（にっせん-）などと呼称する。当時東アジアで結ばれた多くの条約と同様、不平等条約であった。江華島で調印されたため江華島条約（カンファド/こうかとう じょうやく、朝: 강화도조약）とも、丙子の年に結ばれたために丙子修交条約（へいししゅうこうじょうやく、朝: 병자수교조약）ともいう。

## 概要
1875年に起きた江華島事件の後、日朝間で結ばれた条約であるが、条約そのものは全12款から成り、それとは別に具体的なことを定めた付属文書が全11款、貿易規則11則、及び公文があり、これら全てを含んで一体のものとされる。朝鮮の砲台が日本の軍艦を攻撃した江華島事件について、日本は宗主国として朝鮮を支配する清に対して「宗主国を名乗るのであれば事件の責任を取れ」と主張した。これに対して清は、「朝鮮は清の属国ではあるが、独自の内政・外交を行っているので、朝鮮に対しては責任を取れない」と反論したため、「朝鮮が清朝の冊封から独立した国家主権を有する独立国であること」を明記した。「片務的領事裁判権の設定」や「関税自主権の喪失」といった不平等条約的条項を内容とすることなどが、その特徴である。
朝鮮側には「片務的領事裁判権の設定」や「関税自主権の喪失」といった不平等条約的な条項も含有されているが、それまで世界とは限定的な国交しか持たなかった朝鮮が開国する契機となった条約である。その後朝鮮は似たような内容の条約を他の西洋諸国（アメリカ合衆国、イギリス、帝政ドイツ、帝政ロシア、フランス）とも締結することとなった。
壬午事変の際に、済物浦条約の締結とともに内容が更新されている。

## 背景

### 朝鮮における攘夷高揚

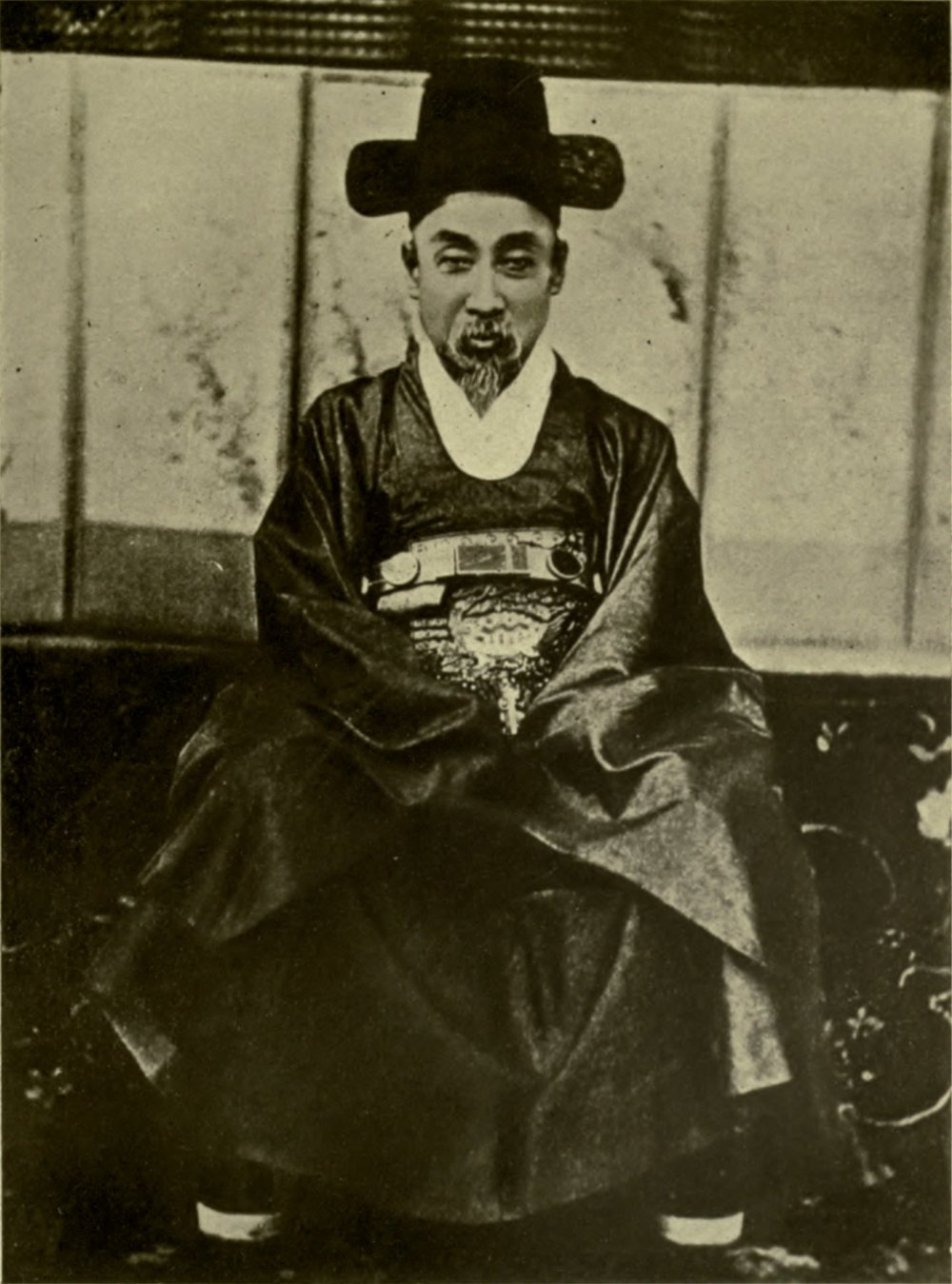
興宣大院君

この条約が締結された当時、朝鮮は清の冊封国であったが、鎖国政策を国是としていたため、国際交流は非常に限られていた。しかし、そのような朝鮮も1860年代以降に欧米列強から近代的な国交･通商関係を求められるようになる。
当時、朝鮮の政権を担っていたのは高宗の実父興宣大院君である。大院君は鎖国を維持する姿勢を貫いた。これは中国における西欧側の行為を知ったこともあるが、朱子学以外を認めない衛正斥邪という思想政策を推進していた大院君が西欧諸国を夷狄視していたことも理由の一つである。大院君は「西洋蛮人の侵犯に戦わない事は和議をする事であり、和議を主張することは売国行為である」と書かれた斥和碑を朝鮮各地に建て、攘夷の機運を高めた。また、朝鮮では、文禄・慶長の役で中国が朝鮮を救援したため、戦時には中国からの救援を期待していた。小島毅は「中国は東アジア全体にとっての親分だというのが朝鮮の認識ですから、親分である中国に自分を守ってもらおうとするわけですね」と述べている。
しかしながら、1866年のフランス人宣教師を含むキリスト教徒の虐殺事件（丙寅迫害）は報復としてフランス軍が軍艦7隻総兵力1000人で朝鮮の江華島を攻撃・占領する丙寅洋擾となり、同年のジェネラル・シャーマン号を焼き討ち事件はアメリカ合衆国も報復として軍艦5隻総兵力1200人艦砲85門で朝鮮の江華島に攻撃・占領を行われる（辛未洋擾）という事態を招いた。

### 日朝間の懸案：書契問題
西欧列強が迫っていた東アジア諸国の中で、いちはやく開国し明治維新により近代国家となった日本は、西欧諸国のみならず、自国周辺のアジア諸国とも近代的な国際関係を樹立しようとした。朝鮮にも1868年12月に明治政府が樹立するとすぐに書契、すなわち国書を対馬藩の宗氏を介し送った。江戸時代を通じて、朝鮮との関係は宗氏を通じ築かれていたためである。しかし国書の中に「皇」や「奉勅」といった用語が使用されていたために、朝鮮側は受け取りを拒否した。前近代における冊封体制下において、「皇上」や「奉勅」という用語は中国の王朝にのみ許された用語であって、日本がそれを使用するということは、冊封体制の頂点に立ち朝鮮よりも日本の国際地位を上とすることを画策したと朝鮮は捉えたのである。

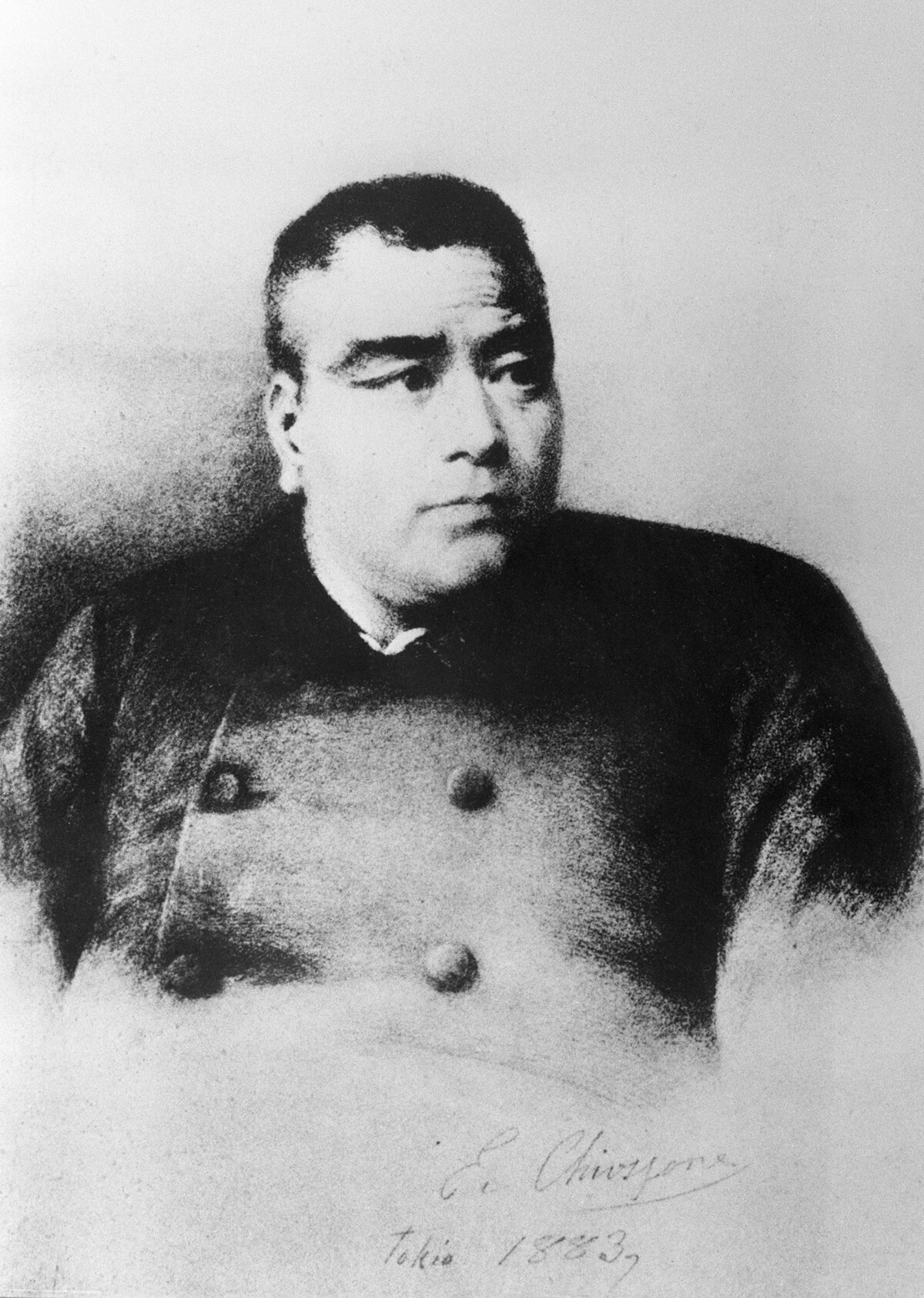
征韓論を唱えた西郷隆盛。ただし江華島事件及びその後の日朝修好条規締結に対して義に悖ると批判していた。

旧暦で明治元年にあたる1868年以来、何度か朝鮮宛ての日本からの国書がもたらされたが、両国の関係は円滑なものとは言えなかった。書契問題を背景として生じた日本国内における「征韓論」の高まりに、大院君が非常な警戒心を抱いたことも一因である。また、長崎の出島のように釜山の倭館に限定した国交を望む朝鮮側と、対馬宗氏から外交権を取り上げて外交を一元化し、開国を迫る日本との間に齟齬が生じた。釜山の倭館は朝鮮側が日本、特に対馬藩の使節や商人を饗応するために設けた施設であったが、明治政府は対馬藩から外交権を取り上げ、朝鮮との交渉に乗り出そうとした。その際、倭館をも朝鮮側の承諾無しに接収し日本公館としたことから事態が悪化し、必要物資の供給及び密貿易の停止が朝鮮側から宣言される事態となった。
日本は朝鮮との交渉を有利にするため、朝鮮の宗主国である清朝と対等の条約を進めて、1871年に日清修好条規を締結した。これにより冊封体制の維持を理由に国交交渉を忌避する朝鮮に修交を促した。
1873年に対外強硬派の大院君が失脚し、王妃閔妃一派が権力を握っても、日朝関係は容易に好転しなかった。転機が訪れたのは、翌年日清間の抗争に発展した台湾出兵である。この時、日本が朝鮮に出兵する可能性を清朝より知らされた朝鮮側では、李裕元や朴珪寿を中心に日本からの国書を受理すべしという声が高まった。李・朴は対馬藩のもたらす国書に「皇」や「勅」とあるのは単に自尊を意味するに過ぎず、朝鮮に対して唱えているのではない、受理しないというのは「交隣講好の道」に反していると主張した。

## 条約締結までの経過

### 国交交渉
国交交渉再開の気運が高まり、1875年に交渉が行われた。日本側は外務省理事官森山茂と広津弘信、朝鮮側は東莱府の官僚が交渉を始めたが、書契に使用される文字について両者の認識に食い違いが生じて交渉は決裂、森山は砲艦外交を行うことを日本政府に上申したが、三条実美の反対があり、川村純義の建議により日本海軍の砲艦二隻（雲揚および第二丁卯）が5月に派遣され朝鮮沿岸海域の測量などの名目で示威活動を展開するに留まった。その後雲揚は対馬近海の測量を行いながら一旦長崎に帰港するが、9月に入って改めて清国牛荘（営口）までの航路研究を命じられて出港した。

### 江華島事件
9月20日、日本の雲揚艦が朝鮮側の首都漢城に近い月尾島沿いに投錨中、雲揚所属の端艇が江華島の砲台から砲撃を受ける事件が発生した（江華島事件）。雲揚は反撃し、永宗島の要塞を一時占領、砲台を武装解除し、武器、旗章、楽器等を戦利品として鹵獲した。この事件における被害は、朝鮮側の死者35名、日本側の死者1名負傷者1名（のち死亡）であった。事件は朝鮮側が日本海軍所属の軍艦と知らずに砲撃してしまった偶発的なものとされ、この江華島事件の事後交渉を通じて、日朝間の国交交渉が大きく進展した。

### 条約交渉における日本側の基本姿勢

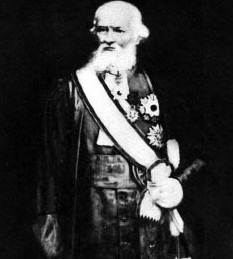
ボアソナード

明治政府のフランス人法律顧問ボアソナードは、事件を処理するために派遣される使節への訓令について、以下を「決して朝鮮に譲歩すべきではない」と具申した。
- 釜山・江華港を貿易港として開港する。
- 朝鮮領海の航行の自由。
- 江華島事件についての謝罪要求。

またこれらが満たされない場合、軍事行動も含む強硬な外交姿勢を採ることをも併せて意見している。これらの意見はほとんど変更されることなく、太政大臣三条実美を通じて訓示に付属する内諭として使節に伝えられた。さらに朝鮮に対する基本姿勢として、三条はこの江華島事件に対して「相応なる賠償を求む」べきとしながら、使節団の目的を「我主意の注ぐ所は、交を続くに在るを以て、・・・和約を結ぶことを主とし、彼能我が和交を修め、貿易を広むるの求に従ひときは、即此を以て雲揚艦の賠償と看做し、承諾すること」だと述べていた。これは欧米列強の干渉を招かないよう配慮すべし、という森有礼の言が容れられたものである。
交渉が決裂した場合に備え、山縣有朋が山口県下関に入り、広島・熊本両鎮台の兵力をいつでも投入できるよう準備していたのである。
ただこのように軍事的高圧な姿勢を表面上見せながら、当時の日本は軍費の負担という点及び戦争の発生がロシアや清朝の介入を許容する要因になるかもしれず、その点からも極力は戦争を回避する姿勢であった。
以上をまとめると日本側の交渉の基本姿勢は、以下の二点に集約される。
- 砲艦外交を最大限推し進めながら、実際には戦争をできるだけ回避すること。
- 江華島事件の問罪を前面に押し出しながら、実質的には条約を締結し、両国の懸案で長年解決しなかった近代的な国際関係を樹立すること。

また対朝鮮政策は、実質的には朝鮮の宗主国である対清朝政策でもあり、清朝の干渉をなくすべく事前に清朝の大官たちと折衝を重ねることも日本は行っている。

## 条約交渉－1－

### 日朝修好条規の締結

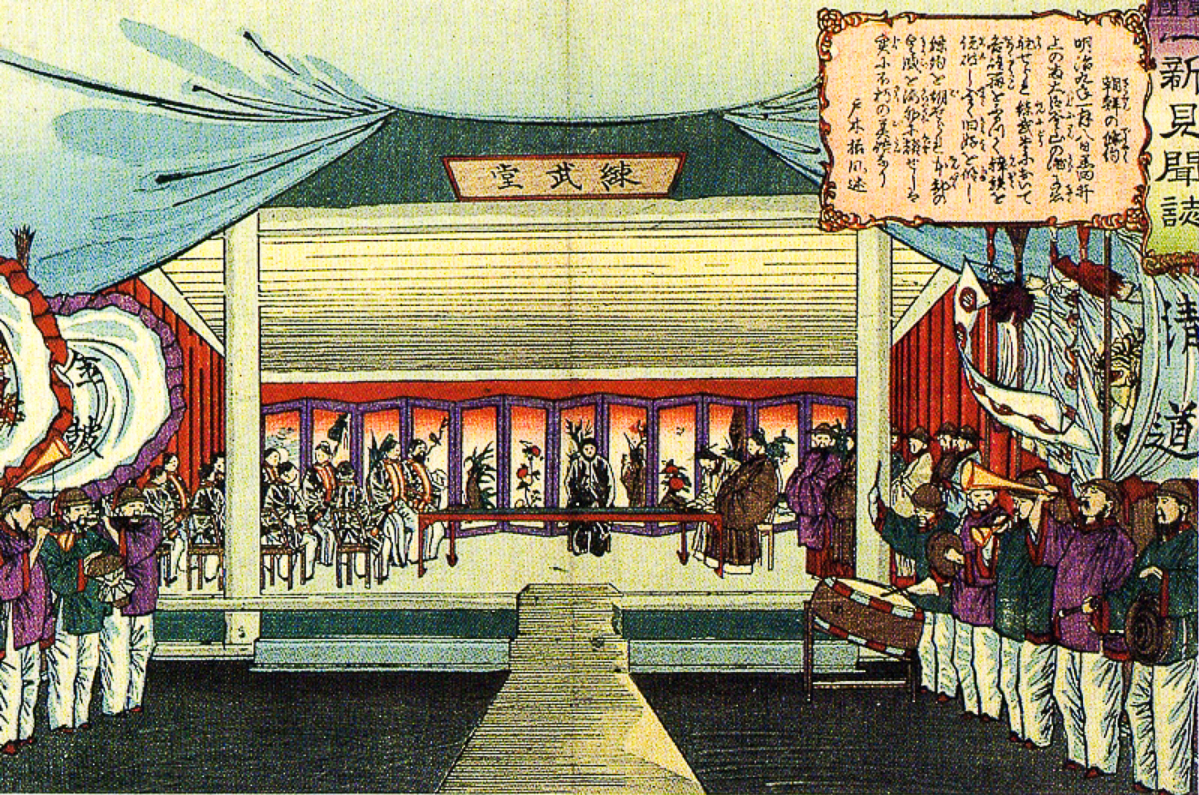
条約締結の情景

条約交渉は大きく分けて二段階ある。まずは日朝修好条規そのものの交渉。次に条規附録及び貿易規則に関する交渉。
前者の条約交渉には、日本からは全権大使黒田清隆と副使井上馨が、朝鮮からは簡判中枢府事申櫶と副総管尹滋承が出席した。交渉場所は事件のあった江華島(カンファド)とされた。
交渉は最初から日本ペースで進められた。まず随行兵士の人数や武器携帯をめぐって、本交渉の前に協議されたが、日本側は朝鮮側の抗議を一蹴している。そして1876年2月11日に本交渉が開始された。朝鮮側は、1866年末に起きた八戸事件（香港在住の日本人八戸順叔が清の新聞に征韓論の記事を載せたことから外交紛争となった事件）を交渉の場に持ち出したが、日本側は「八戸の虚説はすでに江戸幕府および対馬藩が否定済みである」と一蹴した。
日本側が突然条約締結を持ち出したのは、以下の理由による。釜山における国交交渉が数年間継続しても挫折しつづけてきたことに焦れた日本はペリーの江戸湾黒船来航の前例に倣い、ソウルに近距離な江華島で威迫交渉することで一挙に積年の懸案を解決しようと図ったのである。そのために朝鮮との交渉に際し、事前に日本側はペリーの『日本遠征記』を研究し、交渉姿勢から後に締結する条約に至るまで模倣したと言われる。
朝鮮側はこの突然の条約締結の申し入れに驚き、最初は拒否したが、日本側の提示した条約に対する修正案を出すこととなった。朝鮮側が受け入れたのは、以下の理由による。
- 日本側の砲艦外交に対し、戦端を開く覚悟までは至らなかったこと
- 清朝の実力者李鴻章が条約締結を助言したこと
- 朴珪寿らの開国論者たちの努力によって反対派を説得したこと

日朝間の交渉で挙がった修正項目は、両国の国名をどう記載するか、相手国に赴く使臣の交渉相手とその資格・往復回数、開港場所とその数、最恵国待遇などであった。朝鮮側の修正要求は冊封国としての体面的なものが多く、後々問題となる領事裁判権は一切問題としなかった。数ヶ月後に結ばれた条規附録や貿易規則で定められた関税自主権の放棄なども円滑に承認された。
条約批准の段階に至っても、朝鮮側の関心事は体面的なものであった。すなわち批准の際、朝鮮国王の署名を要しないことを日本側に求めた。結局、この問題は「朝鮮国主上之宝」という玉璽を新鋳して押下批准することになった。そして、2月27日（朝鮮旧暦2月3日）に江華府練武堂で条約を締結及び批准した。

### 条約の主な内容
修好条規は12款で構成され、条文は漢文と日本語で書かれた。また両国の外交文書は日本語と朝鮮真文（漢文）で書くこととし、日本側の文書には、先10年間は日本語に漢文を併記する事とした。両国の国名はそれぞれ「大日本国」、「大朝鮮国」と表記することとした。
第一款 朝鮮は自主の国であり、日本と平等の権利を有する国家と認める。
この条文は、朝鮮が清朝の藩属国であること考慮して特に日本が挿入した一文である。冊封体制の下での「属国」・「属邦」とは、近代あるいは現代の国際法におけるそれとは表記を同じくしながら、性格を異にする存在とされる。近代国際法の立場から見て、当時の朝鮮をどのように位置づけるかは種々の意見があったが、日本はこの一文を入れることで、解釈の一元化を試み朝鮮を近代国際法に於ける独立国に措定しようとした。「自主の国」=独立国という解釈であった。つまりそう措定することで清朝が朝鮮に介入する余地を無くそうとしたのである。しかし朝鮮側はそのようには解釈していなかった。冊封体制下では「属国」でありながら、「自主」であることは矛盾しない。というより属国か独立国か、という二項対立的な枠組みそのものが近代の所産である。国王が臣下の礼をとっても、朝鮮の国政全般に清朝の影響が及ぶわけではなかった。たとえば清は日朝間の外交関係すらよく把握していなかったのである。清・朝関係は、近代的国際法から見ると極めて曖昧な属人主義的関係であった。この条項に対する両国の思惑の違いは、この後も継続し、最終的な決着を見たのは下関条約の時である。その条約の第一条がほぼ同様の一文となっているのは、そのためである。
第二款 日朝両国が相互にその首都に公使を駐在させること。
日本側原案では、公使は常駐であったが、朝鮮側の要求で「随時」とし、必要がある場合に限り派遣することとした。
第四款・第五款 すでに日本公館が存在する釜山以外に2港を選び開港すること。開港においては土地を貸借し家屋を造営しあるいは所在する朝鮮人の家屋を賃借することも各人の自由に任せること。
具体的な開港地の選定などは、改めて後で協議することになっていた。そして1880年に元山、1883年に仁川が開港した。
第七款 朝鮮の沿岸は島嶼岩礁が険しく、きわめて危険であるので、日本の航海者が自由に沿岸を測量してその位置や深度を明らかにして地図を編纂して両国客船の安全な航海を可能とするべし。
第九款 通商については、各々の人民に任せ、自由貿易を行うこと。両国の官吏は少しもこれに関係してはならない。貿易の制限を行ったり、禁止してはならない。しかし詐欺や貸借の不払いがあれば両国の官吏はこれを取り締まり追徴すべし。
自由貿易について定めた条項。
第十款 日本人が開港にて罪を犯した場合は日本の官吏が裁判を行う。また朝鮮人が罪を犯した場合は朝鮮官吏が裁判を行うこと。しかし双方は、その国法をもって裁判を行い、すこしも加減をすることなく努めて公平に裁判することを示すべし。
領事裁判権に関する条項。この項目については三条実美からは何ら指示がなかった。黒田ら全権大使たちの個人的判断で挿入されたと考えられている。この条約における不平等的性格を決定づけた条項といえる。朝鮮国内においては、国籍によって裁判の管轄を分けるが、日本国内においては一切朝鮮側の領事裁判権を認めないという点で片務的なものとなっている。
朝鮮側がこの条項になんら抵抗を示していないのは、先に述べたように国際法についての無関心からくるのであるが、それ以外に江戸時代の対馬藩との往来の頃には民事案件であろうと刑事のものであろうと、日本人犯罪者は倭館の日本人責任者に引き渡していた慣例があったためである。すなわち朝鮮側は、この時の慣例を条文化したものだと認識していた。開港後、日本人が次第に多く流入するようになると、これが失策だったことに気づくことになる。
- この他特記しておかねばならないのが、最恵国待遇の条項である。日本側の原案にはこの条項が当然入っていたが、朝鮮側の強い要望により削除された。朝鮮は今後も西欧列強に対し開国する意志がないので無用だというのが、その理由であった。

## 条約交渉－2－

### 日朝修好条規付録及び貿易規則の交渉
通商関係については、条規そのものでは詳しい取り決めをしなかった。第11条で6ヶ月以内に再度協議することを定めたのみであった。そこで8月5日よりソウルで交渉が開始された。日本側代表は理事官外務大丞である宮本小一、朝鮮側代表は講修官議政府堂上の肩書きを持つ趙寅熙であった。
交渉で問題となったのは、公使がソウルに官舎を構えるか否か（公使派出問題）、日本の役人が朝鮮内地を移動できるか否か、開港地における一般日本人の移動範囲、米や雑穀の輸出入といった事案であった。交渉の結果、官舎の設置や朝鮮内地の旅行は、朝鮮側の強い反対で日本側が撤回した。また開港地での移動範囲は10里（朝鮮里程）以内となった。穀類の輸出入は条規に盛り込まれることになった。12回にわたる交渉の結果、8月24日（時憲暦7月6日）、細目に当たる修好条規付録（11款）と章程にあたる貿易規則（11則）が定められる。関税自主権に関わる重要な取り決めが含まれていたが、大きな衝突もなく、短期間で妥結した。

### 主な内容

#### 付録
付録第五款 開港地において日本人は朝鮮人に賃金を支払うことにより雇用することができる。朝鮮政府の許可あれば、来日することも問題なしとする。
この条文前半は、三条太政大臣が譲歩すべきではないとした訓示の一つであったが、朝鮮側の反対はなかった。来日については交渉の妨げになるようであれば、削除もやむなしという姿勢であった。
付属第七款 開港場において日本人は自国の貨幣を使用することができ、朝鮮人は売買によって入手した貨幣を日本製品購入のために使用することができる。また日本人は朝鮮銅貨を運輸することができる。貨幣偽造があれば、その国の法に照らし罰する。
日本人が日朝双方の貨幣を使用することができるようにする条項も、三条から譲歩してはいけないと訓示されていたものである。朝鮮側は朝鮮銅貨である常平銭を日本人が使用することを禁じようとしたが、日本側に押し切られた。材料の銅を輸入に頼らざるを得なかった朝鮮としては、日本によって国外に銅が流出する危惧を抱いていたのである。
付録第十款 朝鮮は海外諸国との国交がないが、今後朝鮮に国交のない諸国の船が遭難し、漂着する人がいれば、日本の管理官がいる開港地まで送り届け、そこから遭難者の本国に送還することとする。
この条項は日朝間にだけ関わるものではなく、その他の国も念頭に置いたものとなっている。人道的措置の履行を義務づけるこの条項は、西欧列強の朝鮮に対する要望を日本が替わりに挿入したものである。パークスや駐日アメリカ公使ビンガムなどはこの一条の挿入に対し非常な肯定的評価をしている。

#### 規則
第6則 開港地での米や雑穀の輸出入を認める。
条約締結以前、大量の米が対馬に流出したことがあったため、朝鮮側は穀類の輸出入禁止を提案したが、日本側が押し切った。貿易が開始されると、朝鮮側の米輸出過多となり米価が高騰した。
第9則 指定された開港場以外において密貿易を行い、その地の官僚に摘発された時は、日本の管理官に引き渡し、日本側は没収した金品を全て朝鮮側に交付すべし。

貿易規則そのものには穀物の輸出入及び港税が不当に低く抑えられていることを除けば、さして問題となる箇所はない。不平等条約的性格が看取されるのは、この時貿易規則とは別に、宮本小一から趙寅熙に渡された公文（「修好条規付録に付属する往復文書」）の中においてである。この公文は「人民に公布して不可なるもの」と位置づけられたものであった。
公文の一部 日本から朝鮮に輸出するものについては日本の税関では輸出税をかけず、一方朝鮮から日本への輸出するものにも輸入税をかけない。
日朝間の貿易は無関税にするという通告。いわゆる関税自主権の喪失を決定づけた一文である。一見双方平等のようであるが、貿易に関する力量がすでに異なっていたため、朝鮮側にとって著しく不利なものであった。この時の使節団訪朝前に、日本では寺島宗則外務卿が、「朝鮮輸出税は今より無論に是を徴せす。彼国より輸入し来る物品と雖少数、且多くは実用品にて国害となるへき物品無之候」と三条太政大臣に意見具申している。つまり日本側に与える経済的ダメージが少ないからこそ無関税を唱えたことになる。これを受け三条は「貿易の催進を要する為、彼我共に輸出入税を徴するなし。是通商章程中の要旨なり」（句読及び強調、加筆者）と使節団に訓示している。宮本小一はそれを忠実に提案し、朝鮮側は国際法の常識に欠けていたため反論せず、そのまま無関税体制が敷かれることになった。

## 比較の視点－日本の安政五ヶ国条約との相違点－
日朝修好条規の締結は、それ以外の諸国の人々の関心も引いた。たとえば駐日イギリス公使ハリー・パークスは日朝修好条規が日英通商条約と類似しているとの感想を漏らしている。日本が最初に締結した日米和親条約や日米修好通商条約はその後に結ばれた西欧列強と締結した諸条約のモデルとなっている。日朝修好条規は日米間の条約を研究して結ばれたものであるから、パークスが感じるように日朝修好条規と日英間の条約の性格が似ているのは当然といえる。強いて類別すれば、条規そのものは日米和親条約にあたり、付録及び貿易規則・公文は日米修好通商条約に該当する。
しかし同様の性格を有しながら、いくつか相違点もある。朝鮮を「自主の国」とわざわざ言明している点は、この条約の特殊な点である。西欧列強の対日条約のいずれにも、これに類似する項目は無い。また最恵国待遇がないことも特徴の一つである。駐日イギリス公使パークスは、日本の朝鮮への要求が日本に対する欧米側の要求よりも上まわっていることについて、非常に注目していた。以下に主要な違いを列挙する。
- 朝鮮側の雇用が前提とはいえ、日本の商船が開港地以外での沿岸貿易が許される余地があること。これは当時日本自身が欧米列強から強く要求されていたものであった。
- 開港地に外国人の遊歩区域を設けている点は同様であるが、日朝修好条規では外国人の商業行為をも認めている。

安政五ヶ国条約では、治外法権を犠牲にしても外国人の商業行為を阻止した。それにより日本が国内の産業育成の時間的猶予を得られたといわれる。しかし日朝修好条規では、そうした暇を朝鮮に与えることは無かったのである。
- 同じく開港場にて日本の貨幣使用が認められている点も西欧の対日条約と同じであるが、それらでは銅貨の輸出は認められていない。しかしこの日朝修好条規では認められ、その海外流出を促した。
- 港税の価格が異なる。日本と欧米間の取り決めでは港税は22ドル（入港料15ドル+出港料7ドル）であったのに対し、日朝間では蒸気船など大きな船舶については5円、それ以下の規模の船は積載量により2円と1円50銭とされた。明治のこの時期の為替レートは1円=1ドルほどであったので[5]、港税は1/4程度の廉価に抑えられているといえる。貿易・海外進出に関し先行する日本にとって有利なものとなっている。
- 米など穀類の輸出の自由。
- 朝鮮人の地主と直接交渉して土地貸借ができること。

以上から日朝修好条規は、日本が欧米と結んだ諸条約と比較してより過酷な内容を持ったものになっている、といえる。

## 条約締結後の問題

### 開港地の選定
日朝修好条規において、釜山以外に二港を開港するとしながら、どこにするかという具体論になると交渉は難航した。日本は候補の一つとして文川郡松田里を強く推したが、その地は王陵（王家の墓地）があるために朝鮮側が難色を示した。代替として候補に挙がったのが徳源府元山津であった。日本はこれを受け入れ、1880年5月開港となった。日本は十万坪強の居留地を設定し、領事館を置いた。元山は単に貿易の要所としてだけでなく、対ロシアの拠点としての機能も重視された。そのため明治政府は積極的な移住政策を推し進めた。
もう一つの開港地として日本側が求めたのは仁川府済物浦である。仁川は朝鮮の首都漢城の外港にあたる地であるため交渉は非常に難航したが、朝鮮側が妥協して1881年2月受諾を通告してきた。ただ実際の開港は壬午事変が発生したため、延期となった。1882年に領事館が置かれたものの、開港はさらに遅れ、最終的には1883年1月になって漸く開港された。同年9月には七千坪ほどの居留地が設けられた。

### 公使常駐問題
朝鮮側の認識では、日朝修好条規の締結は江戸時代における冊封体制下における交隣関係復活であると捉えていた。決して近代的な国際関係の中に自国が置かれたとは考えていなかった。したがって両国が公使を相互に常駐させる必要性を認めることはなかったのである。むしろ朝鮮通信使のように、慶弔といった事柄に対し随時使節を送れば良いと主張し、そして首都に常駐することに非常な懸念を表明した。
日朝間で激しいやりとりがあったが、弁理公使花房義質が日朝間を頻繁に往来し、1880年12月には漢城に公使館を設置することで長期滞在を既成事実化したため、朝鮮側も黙認せざるを得なくなった。同年、朝鮮側も東京に公使館を設置している。
一方朝鮮側は1876年5月、日本側の勧めにより答礼使節として両班を成員とする修信使を日本に派遣した。開化途上にある日本の現状を視察するのが本来の目的であったが、派遣された両班たちには保守的な者が多く、1回目の派遣はあまり成果が無かったといわれる。金弘集に率いられた2度目の修信使は、駐日清朝公使何如璋及び黄遵憲と面会し、黄の『朝鮮策略』を持ち帰っている。第二回修信使の見聞、日本政府との交渉、『朝鮮策略』の持参によって、朝鮮の対外政策は欧米に対する開国政策へと舵を切り始めた。

### 経済問題
日朝修好条規締結後、多くの日本人が朝鮮開港地を訪れた。たとえば日本列島に近接する半島南東部の釜山では開港当時居留人口は数百人程度であったが、1882年には2000名弱の日本人が在留。主に大阪や九州、対馬の商人が多かったという。貿易額も比例して大きくなり、やがて中朝貿易と比較して日朝貿易の比重がより大きなものになっていった。しかしそれに伴い、多くの問題が発生することになる。
まず日本の国内価格よりも非常に廉価である米穀が朝鮮から大量に輸出されるようになり、輸出差益を期待した官や豪商等による米の買占めもあって朝鮮国内において深刻な米価騰貴をもたらした。また当初は貿易額の右肩上がりを支えていた無関税貿易であったが、次第に著しい貿易不均衡の問題が表出するようになってゆく。遅まきながら関税設置の必要性を悟った朝鮮政府は、条約を無視して一方的に釜山の朝鮮人商人に税を課しはじめたが、軍艦派遣を含む日本側の厳重な抗議によってこの企みは頓挫した。その後幾度か関税についての使節を日本に派遣したが、交渉はいずれも成功しなかった。その後、税率交渉のため日本から弁理公使花房義質が漢城へと派遣されたが、壬午事変の発生によって交渉は中断を余儀なくされ、最終的な決着は1883年（明治16年）7月に締結された日朝通商章程の成立を待たなければならなかった。この章程の規定により、日朝貿易は無関税制から協定関税率制へと移行することになった。
上記のような経済問題は、領事裁判権問題とも密接な関わりがあった。大倉喜八郎や福田増兵衛といった政商、第一銀行といった大資本が朝鮮貿易に参入するようになると、対馬商人たちは経済的に脇に追いやられるようになり、本来貿易が許されないはずの開港地の外縁へと暴力的に進出していくようになる。そのため朝鮮人ともめ事を起こすことになっていくが、当然、対馬商人たちは日本側が引き取り裁判を行った。このような日本側の姿勢は「てんびん棒帝国主義」と評された。

## 条約締結の影響
- 条約の締結によって李氏朝鮮は開国し、それまでの慣習法を基にした伝統的な日朝関係が、国際法を基にした近代的なものへと置き換えられた。
- 日朝間の条約締結をうけて、欧米諸国はなおも鎖国政策を継続しようとする朝鮮に対してより一層開国を迫るようになった。
- 砲艦外交や米価騰貴、領事裁判権などいくつもの要因が重複して、朝鮮側は日本への悪感情を蓄積させていった。それはやがて壬午事変の暴発を招いた。
- 条約締結以後、清は建国以来の冊封国朝鮮を維持しようと、朝鮮に積極的に関与するようになる。朝鮮を冊封体制から近代国際法的な属国へと位置づけし直そうとし始める。同じく日本も朝鮮を影響下に置こうと画策し始めていたため、日本と清の対立が深まり、日清戦争の遠因となった。